# Ванген-в-Алльгої
Ванген-в-Алльгої (нім. Wangen im Allgäu) — місто в Німеччині, знаходиться в землі Баден-Вюртемберг. Підпорядковується адміністративному округу Тюбінген. Входить до складу району Равенсбург.
Площа — 101,28 км2. Населення становить 26 927 ос. (станом на 31 грудня 2020).